# Friedrich von Bawyr
Friedrich von Bawyr (auch: Bawir, Baur) (* um 1600 zu Schloss Caspersbroich, Solingen-Ohligs; † 18. Januar 1667 zu Caspersbroich) aus dem Adelsgeschlecht der Herren von Buer war kurfürstlich-brandenburgischer Generalleutnant und zählte zum preußischen Generalstab.

## Herkunft und Ausbildung
Friedrichs Vater war der Rat des Herzogs von Berg, pfalz-neuburgischer Hofmeister für die Herzogin sowie Amtmann zu Windeck Christoph von Bawyr zu Caspersbroich (* 1561, † 1650); seine Mutter dessen zweite Ehefrau Elisabeth von Hammerstein (urkundl. 1594–1607). Friedrich wuchs zunächst in Düsseldorf auf, wo er auch zur Schule ging. Ab 1622 besuchte er das Paedagogium und die Hohe Schule in Herborn, die damals wichtigste Bildungsstätte der Reformierten in Europa.

## Fruchtbringende Gesellschaft
1634, nur wenige Jahre nach seinem Bruder Johann Christoph von Bawyr, trat Friedrich der Fruchtbringenden Gesellschaft, der mit 890 Mitgliedern größten literarischen Gruppe des Barocks, bei. Sein Beiname war Der Strenge und seine Wappeneintragung trägt den Leitspruch Gute wortt vndt streng gericht darneben | fruchtet Viel, in allem thun vndt leben. Seine Pflanze war der Sinnau(w).

## Militärkarriere
Wie zur Zeit des Dreißigjährigen Krieges für viele nachgeborene Söhne üblich, schlug Friedrich eine militärische Karriere ein:
Zunächst war er von 1632 bis 1634 Kapitein für die niederländischen Generalstaaten. Im Anschluss wechselte er auf die Seite der schwedischen Armee. Dort war er zu Beginn Kolonel, später Oberst und führte sein eigenes Regiment, das Bawyrsche Regiment. Dieses war etwa an der erfolglosen Belagerung Freibergs im März 1639 beteiligt, in dessen Zuge das Regiment hohe Verluste hinnehmen musste. Die stark dezimierte Truppe, die nur noch 300 Mann umfasste, wurde nach Zwickau in Garnison gelegt. Bis Juni 1639 wurde das Regiment durch Gefangene aus der Schlacht von Chemnitz wieder auf 550 Mann aufgestockt.
Friedrichs einjähriger Besetzung Zwickaus bis März 1640 kam in den Plänen General Johan Banérs eine strategische Rolle zu. Friedrich sollte dort Magazine anlegen und einen Rückzugspunkt für den inzwischen in Böhmen operierenden Banér bilden. Dabei ging Friedrich rücksichtslos gegen Zwickau und die einheimische Bevölkerung vor. Als Banér sich im März 1640 aus Böhmen nach Zwickau zurückzog und die Magazine zur Versorgung seiner Truppen öffnete, wurde das Bawyrsche Regiment mit seinen inzwischen 800 Mann den unter Generalmajor Arvid Wittenbergs Befehl stehenden Truppen im Vogtland zugeteilt. Im Umfeld dieses Abzugs wurde berichtet, dass Friedrich mit etwas Unwillen aus der Stadt gethan worden sei. Angeblich musste er die Stadt wegen etlicher Verbrechen, die vor den Bürgern der Stadt geheim gehalten wurden, verlassen.
Auf dem Weg ins Vogtland wurden die schwedischen Regimenter am 20. April 1640 bei Plauen von dem kaiserlichen Generalwachtmeister Johann Rudolf Freiherr von Bredau aus dem Geschlecht der Herren von Bredow überfallen. Das Bawyrsche Regiment wurde auf der Flucht zurück nach Zwickau von den Kaiserlichen verfolgt, in Schönfels erreicht und vernichtend geschlagen. Friedrich und die verbliebenen Teile seines Regiments wurden gefangen genommen.
Als Friedrich 1641 aus den schwedischen Diensten austrat, erhielt er von der schwedischen Königin Christine eine jährliche Pension von 1.000 Talern und ein Geschenk von 4.000 Talern. Unmittelbar danach trat er als Generalmajor in dänische und schleswig-holsteinisch-gottorfschen Dienste. Bis 1643 leitete er das dänische Infanterieregiment Rantzau mit 10 Kompanien, d. h. 3.000 Mann. Mit dem Regiment war er bis März 1642 in Fuhlsbüttel stationiert. Während dieser Stationierungszeit, im Januar 1642, wurde Friedrich in den Freiherrenstand erhoben. Kurz darauf wurde er von den Dänen nach Polen entsandt, wie ein Schreiben des schwedischen Kanzlers Axel Oxenstierna aus jener Zeit belegt. 1643 gab Friedrich sein Regiment an den Oberst Paul von Sehestedt ab, aus dessen Familie Friedrichs zweite Frau stammte.
Im Torstenssonkrieg, einem schwedisch-dänischen Krieg von 1643 bis 1645, ging Friedrich auf Seiten der Dänen zusammen mit den Kaiserlichen gegen die Schweden vor. Als die Kaiserlichen aus Holstein vertrieben wurden, warf man ihm Verrat vor. Von einem Kriegsgericht in Rendsburg wurde Friedrich zum Tode verurteilt, auf Bitte einiger einflussreichen Personen jedoch vom dänischen König Christian IV. begnadigt. Friedrich musste auf einen Anspruch von 24.000 Talern verzichten und zusätzlich 1.000 Taler an den König zahlen. Außerdem wurde Friedrichs Regiment im Juli 1645 an den dänischen Generalmajor Claus von Ahlefeldt übergeben. Danach zog sich Friedrich eine Weile aus dem Militärdienst zurück und heiratete ein zweites Mal.
Nach einigen Jahren auf Schloss Caspersbroich in seiner bergischen Heimat wurde Friedrich das Familienleben offenbar langweilig. Er wollte in den Militärdienst zurückkehren. Davon erfuhr auch Kurfürst Friedrich Wilhelm von Brandenburg, der nachweislich besorgt war, dass Friedrich, falls er von Brandenburg abgewiesen werden würde, für die Kaiserlichen oder Neuburgischen arbeiten könnte. 1654 wurde Friedrich zum kurfürstlich-brandenburgischen Generalleutnant befördert, 1656 zusätzlich zum Geheimen Kriegsrat. Außerdem wurde ihm ein Kavallerieregiment zugesagt. Stattdessen erhielt Friedrich jedoch Anfang 1657 den Befehl, binnen 4 Monaten in der Grafschaft Mark, ein Infanterieregiment mit 10 Kompanien, d. h. 1.000 Mann, zu werben. Die Werbungen gestalteten sich schwierig. Bis Herbst 1657 hatte Friedrich, der zwischenzeitlich die Festungsarbeiten an der Kalkarer Zitadelle überwachte, nur 400 Mann angeworben. Im Juli 1657 hatte Friedrich seine Truppen unberechtigterweise in der Grafschaft Limburg positioniert, worauf Graf Mauritz zu Bentheim Tecklenburg schriftlich protestierte. Im September 1657 widersetzte Friedrich sich dem Befehl, die Truppen aus Kleve-Mark abmarschieren zu lassen. Im Oktober erhielt er den Befehl die Werbungen einzustellen und das Regiment zu reduzieren. Im Dezember 1657 wurde das Regiment schließlich aufgelöst und die Truppen zur Verstärkung der Garnison in Hamm verwendet.
Im Herbst 1658 begann im Zweiten Nordischen Krieg der brandenburgische Feldzug gegen die Schweden. Friedrich, der im März 1658 noch zum Wirklichen Kriegsrat ernannt worden war, wurde nach Berlin gerufen. Im November 1658 bat er den Großen Kurfürsten, wieder ins Feld rücken zu dürfen. Aber erst im März 1659 wurde Friedrich zur Disposition des Statthalters von Preußen als dessen Vertreter in Kriegssachen zur Überwachung des Militäretats bestellt. Wenig später spielte Friedrich eine wichtige Rolle in den Kämpfen der Polen gegen die Schweden. Als kurländischer Generalleutnant vereinigte er sich Mitte 1659 mit den Polen und besiegte den schwedischen Generalmajor Fabian von Aderkas, den er auch gefangen nahm. Darüber hinaus unterstützte er maßgeblich die Befestigung der im Vertrag von Labiau dem Kurfürsten zugesprochenen Stadt Pillau in Ostpreußen. So führte er im Mai 1659 eine Musterung der Kompanien des Regiments in Pillau sowie der Festung durch. Allerdings muss Friedrich vergleichsweise rüde mit seiner Umgebung umgegangen sein. Mit dem Kommandanten von Pillau, Pierre de la Cave, lag er im Februar 1659 in einem heftigen Streit, da de la Cave Friedrich nicht gehorchen wollte. Und im November 1659 lieferte Friedrich sich in Anwesenheit des litauischen Fürsten Radziwill eine Schlägerei mit einem Generalleutnant von Kalckstein, wohl Albrecht von Kalckstein, und verletzte diesen. Die Empörung des preußischen Adels war groß und Radziwill meinte, dass Friedrich vor Ort nicht mehr dienen könne. Außerdem solle Kurfürst Friedrich Wilhelm Recht über ihn sprechen. Zu jener Zeit wurde Friedrich zum Preußischen Generalstab gerechnet.
Kurz darauf, im Juli 1660, wurde das Heer in Preußen reduziert. Am 29. März 1661 nahm Friedrich seinen Abschied und kehrte nach Caspersbroich zurück, wo er ein paar Jahre später verstarb.

## Besitz
1648 kaufte Friedrich das Gut Schlickum in Erkrath-Hochdahl. Durch den Tod seines Vaters erbte er 1650 das Schloss Caspersbroich, das Haus Kastein sowie verschiedene andere Güter, die zum Teil zu Caspersbroich gehörten.

## Familie
Friedrich war zweimal verheiratet. 1642 heiratete er Martha Magdalene Westrowitz von Kralowitz (tschechisch: Vostrovec z Královic) (* 1613, † 1645). Aus dieser Ehe stammt ein Sohn:
- Christian Friedrich von Bawyr zu Kastein (* um 1644, † 1674), Amtmann zu Burg Landeck in der Pfalz, Amtmann zu Klingenmünster sowie Generaladjutant und Hofkavalier beim Pfalzgrafen bei Rhein Karl I. Ludwig, ab 1670 verheiratet mit Eleonore Elisabeth Charlotte Pawel (auch: Paul) von Ramingen († 1719)

1646 heiratete Friedrich ein zweites Mal. Aus der Ehe mit Clarella von Sehestedt, Tochter des Cai von Sehestedt zu Groß Nordsee und Lütkensee und dessen erster Frau Catharine Detlevsdatter von Ahlefeldt zu Haseldorf, entstammen mindestens 10 Kinder, die zum Teil früh starben:
- Christoph, starb als Kind
- Friedrich Wolfgang Christoffel Freiherr von Bawyr zu Caspersbroich (* 1646–54, † 1685), ab 1679 verheiratet mit Maria Antonetta von Kortenbach zu Burg Wissem (urkundl. 1679–1686)
- Johann Philip, starb jung
- Charlotta, verstarb in der Kindheit
- Magdalena (Hellenberg) Elisabeth von Bawyr, verheiratet mit Friedrich Georg von Boenen
- Margaretha Clara von Bawyr († 1729), ab 1690 verheiratet mit Friedrich Anton von Mumm von Schwarzenstein († 1728), Obervogt der geschlossenen Handwerker zu Solingen
- Louisa Elisabeth von Bawyr, ab 1690 verheiratet mit N. aus dem Erlenkotten, Kötter aus Allenkotten bei Wuppertal
- Charlotte Sophia von Bawyr (* 1658, † 1740), ab 1686 verheiratet mit Johann Adam von Hücking zu Haus Bechhausen, Witzhelden († 1704)[31]
- Maria Catharina von Bawyr (urkundl. 1687–1693), verheiratet mit Heinrich von Wedemann
- Anna Theodora von Bawyr (urkundl. 1689–1690), verheiratet mit Wilhelm David von Düngelen gen. Essen